# 王媛姫
王 媛姫（おう えんき、生没年不詳）は、中国西晋の武帝の中才人（側室）で、懐帝の生母。

## 生涯
武帝の後宮に入り、中才人（最低階の妃嬪）となった。太康5年（284年）、司馬熾（のちの懐帝）を産んだ。太熙元年（290年）に武帝が崩御すると、司馬熾が豫章郡王となったので、媛姫も太妃となった。
光熙元年11月（西暦307年1月）以前に死去した。同年に懐帝が即位すると、皇太后に追尊された。諡がなく、その後、息子の諡を重ねて「懐皇太后」と称された。

## 伝記資料
- 『晋書』列伝第1 后妃上